# فوندل‌پارک
فوندل‌پارک (هلندی: Vondelpark) یک پارک شهری به مساحت ۴۷ هکتار در آمستردام هلند است که در سال ۱۸۶۵ با نام "Nieuwe Park" افتتاح شد ولی بعدتر به افتخار نمایشنامه‌نویس و شاعر سده ۱۷م یوست فون دن فوندال به فوندل‌پارک تغییر نام داد. این پارک یک محوطه تئاتر فضای باز، یک زمین بازی و چندین هرکا دارد.